# Djævelens lærling (musical)
Djævelens lærling er en teatermusical fra 2018 baseret på Kenneth Bøgh Andersens fantasy-roman Djævelens lærling fra 2005, instrueret af Peter Langdal, med manuskript skrevet i samarbejde mellem Mads Æbeløe Nielsen og den amerikanske filmmanuskriptforfatter Philip LaZebnik (Prinsen af Egypten, Pocahontas) med sangtekster og musik skrevet af den amerikanske tekstforfatter og komponist Madeline Myers. Det kommer til at være den første tilrettelæggelse af en bog fra serien Den Store Djævlekrig.
Manuskript og sangtekster er skrevet på engelsk først og derefter oversat til dansk ved Peter Langdal og Helle Hansen.
Forestillingen havde premiere 1. november 2018 og fortsætte med at spille indtil 25. november 2018 på Refshaleøen i et stort rødt telt mellem Refshalevej nr. 171-173 i København. En forpremiere fandt sted 31. oktober 2018. Den bliver produceret af Heltemus Productions ApS, som blandt andet har stået for iscenesættelsen af Astrid Lindgrens Ronja Røverdatter som musical i 2016, den danske udgave af musicalen Into the Woods i Glassalen i 2017 og senest Green Days som musical/koncert i Den Grå Hal i 2017. Efter forestillingerne på Refshaleøen vil musicalen tage på en kort turné i Jylland og optræde i Aalborg, Aarhus og Herning. Det vil komme til at foregå sidst i december 2018 - først i januar 2019.
Billetsalget begyndte den 13. maj 2018.
Et officielt castalbum udkommer den 14. september 2019 på CD og streaming-platforme.

## Baggrund

### Historie
Djævelens lærling er en tankevækkende og humoristisk fantasy-fortælling om menneskedrengen Filip Engell, der på trods af sin sødme og artighed ved et uheld ender hos Djævelen i Helvede. Filip skal her oplæres som arvtager til Djævelen, som er ramt af en dødelig sygdom, og må mod sin vilje tilpasse sig livet blandt djævlene, hvor godhed er en synd, og ondskaben hyldes. Filip fatter interesse for sin nye veninde Satina, og de kommer på sporet af et komplot mod Helvedes sorte trone, som hvirvler dem ind i et spind af forelskelse, kærlighed, jalousi og had, der tvinger Filips dybt begravede skyggesider frem i lyset. Det er en episk fortælling, som stiller spørgsmål om livet og døden og godhed og ondskab, den frie vilje, og vigtigheden af alt dette.

### Produktion
Den 17. december 2017 offentliggjorde Heltemus Productions ApS på deres Facebook-side, at de skulle opføre Djævelens lærling, første bind i serien Den Store Djævlekrig, som musical, og at den ville få premiere den 1. november 2018. Som manuskriptforfatter var Mads Æbeløe Nielsen og Philip LaZebnik sluttet til projektet.
Heltemus har sammen med det danske reklamebureau Liquidminds udviklet konceptet, vigtige visuelle komponenter og kommunikation for produktionen.
Den 22. maj 2018 var den første store prøvedag på musicalen. Derefter begyndte en tre uger lang workshop for de medvirkende og det kreative hold den 23. maj, som gik ud på at coache stemmer, lave sangprøver og prøve manuskriptet, for at se, om noget skulle laves om i teksten. Komponist og sangtekstforfatter på forestillingen Madeline Myers var også fløjet fra USA til København for at deltage i workshoppen, hvilket hun delte gennem sin Instagram. Størstedelen af roller til musicalen var allerede på plads på daværende tidspunkt. Workshoppen sluttede 10. juni 2018.
Den 15. august 2018, lagde Jonas Suurballe et billede op på sin Instagram fra et lydstudie, og skrev at han har tilbragt dagen der og optaget korlyde sammen med to talentfulde kunstnere og deres musik-supervisor, til en reklame for Djævelens lærling.
Den 23. september 2018 skrev danske produktionsselskab, telt- og tribuneudlejer Enoch Show Production på Facebook, at de skal lægge telt til forestillingen. Der er tale om deres såkaldte "Paladstelt". De havde netop fået pakket teltet sammen i Aalborg efter et show med Flying Superkids, og var klar til at transportere det til Refshaleøen i København, hvor Djævelens lærling vil have sin premiere.
Den 24. september 2018 fortsatte prøvedagene endnu engang og vil fortsætte indtil premieren den 1. november.
Den 27. september 2018 lagde Heltemus Production billeder op på musicalens Facebook-side fra prøvestarten, og skrev at de havde samlet hele castet, der blev fremvist kostumer og djævlehorn, og de fik øvet deres repertoire af sange, som lød som "et jammerkor af den anden verden." Både stemme-coach Klaus Møller og komponist og sangtekstforfatter Madeline Myers er tilstede ved disse prøver.
Den 29. september 2018 lagde Enoch Show Production billeder op fra Refshaleøen, hvor de er i færd med at rejse deres Paladstelt, som skal danne ramme om musicalen, og som har hele 350 teltpæle. Billederne blev delt på Heltemus Productions egen Facebook-side.
Den 4. oktober 2018 lagde scenograf scenograf Eilev Skinnarmo billeder fra teltets oprejsning op på sin Facebook og skrev, at scenografien var ved at blive bygget, og at det var et "lille byggeprojekt scenografisk".
Den 6. oktober 2018 var teaterteltet færdigrejst.
Den 17. oktober 2018 blev der afholdt sitzprobe på Djævelens lærling, 15 dage inden premieren. Der blev også afprøvet flyvninger med Oscar Dietz i starten.
Den 30. oktober 2018 var der generalprøve på Djævelens lærling.
Den 31. oktober 2018 var der forpremiere på Djævelens lærling.
Den 1. november 2018 var der premiere på forestillingen på Refshaleøen.
Nogle rekvisitter til forestillingen er fremstillet af Conradi Design, heriblandt falske bøger, flamingo-æbler og rokoko spejle.

## Presse og markedsføring
Den 20. december 2017 lagde Heltemus Production en animeret teaser-video op på musicalens officielle Facebook-side med forestillingens titelkort, og efterfølgende en længere teaser med en filmisk genopførelse af en af bogens hovedscener produceret af Gaucho Film. Den 21. december 2017 udgav Heltemus den filmiske teaser med speak.
Den 23. maj lod Kenneth Bøgh Andersen det kende at forestillingen var instrueret af Peter Langdal på sin Facebook-side, og at skuespillerne var til prøve.
Den 30. maj 2018 blev størstedelen af castet offentliggjort gennem forestillingens nylancerede officielle hjemmeside den samme dag og i den mere dybdegående officielle pressemeddelelse, med visse store navne i både cast og crew. Blandt andre er teaterveteran Kasper Leisner (Så længe jeg lever, Efter bryllupet, Røde Orm) som skal gøre sig i rollen som Djævelen Lucifer, samt Torben Zeller og Søren Hauch-Fausbøll, mens hovedrollerne som menneskedrengen Filip Engell og djævlepigen Satina Mørch blev tildelt henholdsvis Oscar Dietz, bedst kendt for rollen som Pelle Nørhmann/Antboy i filmene baseret på Kenneth Bøgh Andersens børnebøger, og Sofie Amalie Kronborg Christensen, bedst kendt for hendes præstation som Ronja Røverdatter i Heltemus' musical fra 2017 byggende over Astrid Lindgrens klassiker. Blandt navnene i det kreative hold, blev det også offentliggjort, at scenografien ville blive skabt af Eilev Skinnarmo, som er kendt for flere større teaterscenografier og production design på tv, senest i den store udendørs vikingeforestilling Røde Orm opsat af Det Kongelige Teater.
Den 1. juni 2018 skrev Heltemus på den musicalens officielle Facebook-side, at rollerne som stykkets antagonister Aziel Stofeles ville blive offentliggjort sidst på juni måned.
Den 26. juni 2018, bemærkede Heltemus Production på den officielle Facebook-side for musicalen, at der er "massiv interesse" for skoleforestillinger, og meddelte, at det er noget, de kigger nærmere på.
Den 25. august 2018 bragte den danske avis Kristeligt Dagblad et interview med instruktør Peter Langdal i forbindelse med Djævelens lærling.
Den 5. september 2018 kom det frem, via offentliggørelsen af premieren i Musikkens Hus i Aalborg, at Aziel Stofeles skal spilles af Bjarke Atterdag, som førhen var indstillet til at medgå i ensemblet.
Den 29. august 2018, bekræftede Heltemus Production på musicalens officielle Facebook-side, at skoleforestillingerne var på plads, og de havde oprettet et Facebook-event til det med datoer og tider for forestillingerne samt kontakt-oplysninger. Skoleforestillingerne vil blive spillet d. 8/11 kl. 19:00 og d. 22/11 kl. 11:00. Billetterne koster 50 kr./elev.
Den 10. og 11. september 2018 medvirkede skuespiller Torben Zeller, som skal spille Døden i musicalen, i to afsnit af tv-programmet Sådanmark på TV2 Lorry som medvært, hvori snakken kort faldt på Djævelens lærling. I første afsnit fortalte Zeller om noget af forestillingens handling og temaer og i andet afsnit afslørede han, at scenografien ville være i tre etager.
Den 15. september 2018, lagde Kenneth Bøgh Andersen et foto af en ny plakat for musicalen op på sin officielle Facebook-side. Den 17. september 2018, lagde Heltemus Production et billede af samme plakat op på stykkets officielle Facebook-side i højere opløsning. Den viser skuespillerne Kasper Leisner, Oscar Dietz og Sofie Amalie Kronborg Christensen uden deres kostumer foran en baggrund af ild og lys.
Den 24. september lagde Heltemus Production en video op på musicalens Facebook-side, hvor hovedrolleindehaveren Oscar Dietz bliver interviewet og som indeholder et smugkig på forestillingens musik og sang komponeret og skrevet af Madeline Myers og oversat til dansk af Helle Hansen. Desuden meddelte de i oplægget, at de var startet på prøverne selv samme dag.
Den 29. september 2018 lagde Heltemus Production et billede af kapelmester Mikkel Gomard op på musicalens Facebook-side med en kort beskrivelse af hans rolle i forestillingen under hashtagget #ugensfordømte. I baggrunden ses Bjarke Atterdag, som skal spille "Djævlesøren", Filip Engells bølle, som i historien er Filip Engells bølle og benytter netop dette udtryk om de mobbeofre, han udpeger for hver uge på Filips skole i de levendes verden. De meddelte også, at der hver uge fremover vil komme en nyt portræt af en fra forestillingen og at fans kan være med til at udnævne deres egne venner, som de vil lave skarnstreger og pranks med, under hashtagget på både Facebook og Instagram.
Den 2. oktober 2018 bekræftede Heltemus Production på musicalens Facebook-side, at Bjarke Atterdag spiller Aziel Stofeles og offentliggjorde også, at han dublerer med rollen som Søren, begge to Filips evige plageånder. Det er Atterdags professionelle skuespillerdebut.
Den 5. oktober 2018 blev en video-reklame forestillingen lagt op og promoveret på Facebook, hvori Oscar Dietz kort optræder i starten og klassisk inspireret musik i fortissimo med et højt kort, komponeret af Madeline Myers, blev hørt for første gang. Reklamen er med speak af Kasper Leisner, som spiller Djævelen i forestillingen.
Den 25. oktober 2018 medvirkede Oscar Dietz i radioprogrammet "Aftenklubben" på Nova FM, hvor han talte med værten Mikkel Westerkam om Djævelens lærling.
Den 31. oktober 2018 lagde Heltemus Production nogle billeder fra forestillingens generalprøve op på musicalens officielle Facebook-side som et smugkig. Disse inkluderer et billede af Oscar Dietz i rollen som Filip Engell, et billede af Kasper Leisner, Mikkel Moltke-Hvilsom og Kristian Jensen, i henholdsvis rollerne som Lucifer, Djævelens kat Lucifax og Djævelens hund (opfundet til forestillingen), og et enkelt billede af Bjarke Atterdag i rollen som Aziel Stofeles. Samme dag bragte det landsdækkende teaternyhedsmedie ISCENE en artikel med interview af Kenneth Bøgh Andersen, forfatteren bag bogen, som har lagt historie til forestillingen, og musicalens scenograf, norske Eilev Skinnarmo. Artiklen har visse billeder fra forestillingen og går lidt i dybden om, hvordan Skinnarmo har omdannet teltet til Andersens Helvedsunivers. Derudover kom det frem gennem billederne, at den korte optræden af karakteren Grimben bliver spillet af Torben Zeller, som ellers spiller Døden. Aftenen samme dag, et par timer inden forpremieren, medvirkede henholdsvis forestillingens hovedrolleindehaver Oscar Dietz og instruktør Peter Langdal i Go' Aften Danmark, hvor de fortalte om nogle af udfordringer ved at omsætte Kenneth Bøgh Andersens Djævelens lærling til en teatermusical, og der blev vist en lille snas af video og musik fra forestillingen.
Tidligere på dagen for musicalens verdenspremiere, udgav Heltemus Production en video-trailer for forestillingen på deres sociale medier, med optagelser fra forestillingen. Derudover lagde de et par videoer op på deres YouTUbe-kanal, som viser ruten til deres spillested via havnebus og cykel fra Nyhavn.

## Musik
Musikken og sangene i stykket er skrevet af amerikanske komponist og sangtekstforfatter Madeline Myers, som tidligere har arbejdet som musikassistent på musicalen Hamilton.
Den 14. januar 2019 annoncerede Heltemus Production gennem den officielle Facebook-side til Djævelens lærling-musicalen, at et castalbum med sange fra forestillingen var under udarbejdelse, efter stor efterspørgsel, og at det ventedes at udkomme på et tidspunkt i sommeren 2019. Det samme skrev musicalens komponist, Madeline Myers, på sin hjemmeside under "News"-sektionen, men i juni 2019 ændrede hun udgivelsesdatoen til 14. september 2019. Hun skriver også, at det vil blive udgivet på både fysisk CD og alle streaming-platforme.

## Instrumentation
Castet er akkompagneret af et 8-mand stort liveorkester under ledelse af kapelmester Mikkel Gomard. Oprindeligt var der kun tale om 7 musikere. Musikken er orkestreret af Morten Gildberg, som også står for nodeskriver godt på produktionen. Gildberg er blandt andet kendt for sit arbejde på Fredericia Teaters opsætning af Walt Disneys Tarzan fra 2018.
Instrumentationen består af:
- Træblæseinstrumenter (klarinet, altsaxofon, fløjte)
- Trumpet/flygelhorn
- Valdhorn
- Piano/dirigent
- Percussion
- Trommesæt
- Cello
- Kontrabas[63]

## Synopse

### Første akt
Forestillingen begynder med et skingert jammerkor af fordømte menneskers stemmer i fortissimo. Vi introduceres til cykelkælderen på Filip Engells skole, hvor Filip søger tilflugt fra de to bøller, som er efter ham. (”Stemmer fra Helvede #1”) Filip Engell er en god dreng. Næsten for god, så det er til at blive kvalm over. I skolen er han udenfor og ensom, og en dag må han gemme sig i cykelkælderen forfulgt af skolens værste bølle, Søren og hans højre hånd. Søren og hans kumpan kommer lige fra en stor skolefest ovenpå. De slår på det skab, Filip har skjult sig i, og hiver ham ud derfra. De kyler indholdet fra deres kopper på Filips skjorte. Derefter fortæller Søren Filip, at nogle lærere på skolen siger, at han aldrig laver sine lektier, men at det er forkert, for i historie, er han i øjeblikket i gang med at skrive en opgave, og vil gerne have Filip hjælper ham med noget research. Han hiver forskellige redskaber op af sin skoletaske, så som en hækkesaks, og siger, at opgaven handler om tortur under den spanske inkvisition. Lige inden han og hans kumpan kan gøre ham noget, reddes Filip af skolens pedel, dog når Søren at flygte uden at blive set. Pedellen fortæller Filip, at det snart må høre op med mobningen af ham. Han tilbyder Filip en harefod, som kan bringe ham lykke, men Filip takker nej til den ved tanken om det stakkels dyr, som måtte lide døden, for at foden kunne tages fra det. Pedellen tager afsked med ham, hvorefter Filip cykler hjemad.
Derhjemme er hans mor. Hun siger, at han er tidligt hjemme. Filip svarer, at han ikke er i festhumør og klager over, at han er ensom i skolen og ingen venner har. Filip og hans mor bryder ud i sang (”Hvis nu verden var min”) og synger om, hvordan verden ville se ud, hvis Filip styrede den. Han ville sørge for, at ingen havde det dårligt, at ingen mobbede, eller opførte sig onde over for andre. Filips mor fortæller ham, at hvis han er god, så vil han komme i Himlen når han dør, og møde sin døde far igen. For at opmuntre ham, foreslår moren, at de kan hygge lidt med noget kage. Filip tilbyder at tage sin cykel ud og købe en citronmåne.
På vejen hjem efter at have købt kagen, støder Filip på en kat fanget oppe i et træ. Han hjælper katten ned derfra, men opdager, at den lugter brændt af svovl. Da han i sjov siger, at katten i det mindste kunne sige tak, svarer den rent faktisk ”Tak for hjælpen.” Filip er helt forbløffet over, at katten kan tale, og mener, at det må være noget, han forestiller sig. Pludselig dukker Søren op igen og fortæller, at han havde sagt, at Filip ikke ville slippe. Men da Søren går over vejen for at få fat i Filip, overser han en lastbil, der styrer imod ham, og uselvisk kaster Filip sig frem for at redde sin værste fjende. Lastbilen undviger Søren – men rammer Filip. Scenen bliver kulsort.
Da Filip vågner, befinder han sig i en verden af mørke. Først tror Filip, at Søren har lukket ham ind et sted, men snart dukker diverse fordømte mennesker og mørke væsener op på scenen og hyler af smerte. (”Stemmer fra Helvede #2”). De fordømte forsvinder og pludselig dukker et uhyre ved navn Skumleskæg op, og fortæller Filip, at han er kommet til Helvedes port, og at han er portvagten. Dæmonen klager over, at der ikke skulle have været nogle ny fordømte på den tid af natten. Han prøver at finde ud af, hvor Filip skal hen, og ringer endda til bestyrelsen, dog uden held. Mens de venter på svar, byder Filip på mad og drikke. Han giver Filip en stor blodpølse, men pølsens udseende gør Filip mindre kvalm, og han kaster den væk mens Skumleskæg kigger væk. Da Skumleskæg spørger ham, om det smager godt, svarer Filip, at det er ”specielt,” hvorefter Skumleskæg siger, at den kommer fra Helvedes bedste kogekone, Ravine, som står for madlavningen på Djævelens slot. Pludselig banker det på helvedsporten og en stemme råber, at Skumleskæg skal åbne porten op. Skumleskæg drejer på et håndtag og porten åbner sig, og så katten kan komme ud. Han præsenterer sig selv som Lucifax, Djævelens kat, og forklarer Filip, at han er ventet af Lucifer, Djævelen, på hans slot inde i Helvede. Filip kan ikke tro sine egne ører, Helvede er det sidste sted, han havde forestillet sig at ende.
Lucifax fører Filip gennem Helvede og djævlestadens gader, hvor han præsenterer mennesket for diverse afstraffelsessteder, for visse fordømte, heriblandt Adolf Hitler og Pontius Pilatus, og viser Filip de grove dæmoner kaldet gragorner, som står for de fordømtes straffe. (”Velkommen til Helvede”) De støder ind i en ældre djævel ved navn Grimben, som er i færd med at vande sine æbler til skarnstregsfestivalen. Da Filip og katten kommer til Djævelens slot, er det dog klart, at noget er galt. Djævelen, som præsenterer sig som ”Lucifer”, er dødeligt syg og har derfor udset sig en lærling blandt menneskene. Ikke nok med det, Lucifer tror, at Filip er Søren. Da Filip fortæller Djævelen, at hans navn er ”Engell”, går han næsten i gulvet af forskrækkelse. Lucifer lader sig råde af en sjælebog, hvor der står, at Filip er en ”1’er”, hvilket vil sige, at man er det bedste menneske, man kan finde. Ikke nok med at hans navn er ”engel”, han er en engel. (”En ren nummer et”) Hans uselviske gerning har lavet rod i Djævelens planer, men nu, hvor Lucifers tid er knap, har de ikke andet valg end at gøre Filip til Djævelens lærling. Inden Lucifer går fra Filip, beder han drengen love ikke at nævne noget om hans tilstand eller planen om Filips oplæring i ondskab til nogle andre. På sit sovekammer tænker Filip på sin mor, som han savner. (”Kom Hjem”).
Lucifers kogekone, Ravine, opsøger Filip i sovekammeret, for at give ham noget natmad i form af små skiver blodpølse. Filip fortæller Ravine, at portvagten Skumleskæg har sagt, at hendes mad er den bedste i Helvede, hvilket gør hende ret genert. Ravine udtrykker, at hun har følelser for portvagten. Filip smager på kogekonens pølser, og er meget overrasket over, hvor godt de egentlig smager. Før hun går, giver Ravine Filip en sort kappe, som er Lucifers gave til drengen.
Filips første tid i Helvede er streng. Lettere bliver det ikke, da han rager uklar med en ung drengedjævel ved navn Aziel og hans makker Fluks. De er i færd med at stjæle æbler fra Grimben, som ikke kan få sine gamle, slidte vinger til at bære ham op i luften, så han kan standse de to djævle. Filip stopper deres mobning og hjælper Grimben på benene. Han tilbyder ham et råddent æble med orm i, af bedste slags, men han takker nej. På vejen fra Grimben, støder Filip igen ind i Aziel og Fluks, som ikke har glemt episoden fra tidligere. De undrer sig over, at der tilsyneladende løber et menneske rundt uden lænker og spørger ham, om han er en engel, hvilket Filip svarer nej til. Inden Aziel kan gøre Filip noget ondt, bliver Filip reddet af en djævlepige ved navn Satina. Hun lyver og fortæller de to djævle, at Filip er en udvekslingsstudent fra Hades, men at de to blev væk fra hinanden. Aziel, som tydeligvis er forelsket i Satina, holder sig fra at gøre Filip noget, men fortæller ham, at de nok vil mødes igen en dag. Efter konfrontationen er Filip og Satina alene, og djævlepigen spørger ham om, hvad hen i virkeligheden laver i Helvede, men han må fortælle, at han ikke kan sige det, da han har lovet at holde det hemmeligt. Satina prøver at lokke det ud af ham og tilbyder et kys for det, men han nægter. Han fortæller hende, at han er nødt til at komme tilbage på slottet, men spørger hende, om de ikke kan ses igen snart. (”En frygtelig ting”)
I Lucifers studerekammer på slottet kaster Djævelen sig med det samme over Filips oplæring. (”Vær som en Djævel”) Han viser drengen ”Prøverummet,” et rum bag et rødt klæde, hvori han kan fremmane ethvert scenarie, og hvor alle prøver vil finde sted. Men det er ikke let af finde skyggesiderne ved en dreng, der ikke kan lyve, og Djævelen kan ikke klare Filips modvilje til at gøre ugerninger, og til sidst bliver han så udmattet, at han standser timen og må hvile sig. Før han forlader studerekammeret, beordrer Lucifer dog Filip til, ikke at røre ved noget som helst. Efter Djævelen er gået, kommer Ravine og fortæller Filip, at han har besøg af Satina. Djævlepigen bliver med det samme nysgerrig efter at se, hvad der gemmer sig i Lucifers sovekammer, hvor ingen nogensinde har været. Først modvillig, ender Filip med at følge efter hende ind i kammeret, men de må hurtigt gemme sig under hans seng, da de høre stemmer nærme sig. Lucifer har fået besøg af Mortimer, eller Døden. Satina overhører, at Lucifer er dødssyg. Efter de to har passeret, fortæller Filip endelig Satina, hvem han er. Satina er chokeret over nyheden om Lucifer, men hendes frustrationer erstattes med forundring, da hun finder en sort fjer under Djævelens seng. Det bliver det første spor i en gåde, som leder dem begge mod en overraskende konklusion: Nogen har været inde på kammeret og planlægger muligvis at myrde Lucifer.
Rygterne om Djævelens tilstand og Filips tilstedeværelse spreder sig hurtigt i Helvede, og når Aziel. Han har heller ikke sådan videre tænkt sig at glemme sit sammenstød med mennesket. Han mener ikke, at Lucifer fortjener at være konge over Helvede længere, at han er blevet blød og ladet et engleagtigt menneske blive Mørkets Fyrste i stedet for en rigtig, ond djævel, som ham selv. Han forelægger sine planer for Fluks om et ondere Helvede, med ham selv som hersker. Det står hurtigt klart, at Filip har skaffet sig en ærkefjende i Aziel. (”Djævle som mig”)
I Satinas hjem gør hun og hendes forældre, faren Sortehorn, som er gragorn, og Demeona, som er temptaner, klar til Filips besøg. (”Kærlighed”) Da Filip kommer, tager Satina med op på sit værelse, hvor hun fortæller ham, at hun har fundet ud af, at den sorte fjer stammer fra en vargar, de væsener, som fremmaner al meningsløs lidelse på Jorden. Hun mener, at det stammer fra en yngre vargar, sandsynligvis et barn. På Satinas værelse, går det op for Filip og Satina, hvor ens de to egentlig er, selv om de er menneske og djævel. Satina har plakater med hendes favorit-bands, ligesom Filip, selv om de ser anderledes ud og har nogle mere dystre navne. (”Temmelig ens”) Filip gør en foruroligende opdagelse på Satinas værelse, da han ser hendes skolefoto, og opdager, at Aziel er med på klassens fotografi, med et hjerte tegnet omkring hovedet. Jalousien tændes i Filips indre, da det går op for ham, at de to er kærester. Filip nævner ikke for Satina, at han har kigget i årsbogen. Senere den nat, skaber Lucifer en illusion, der viser Aziel og Satina flyve sammen, Aziel spørger Satina, om hun har taget sig af Filip, og hun svarer, at hun har snoet ham om sin lillefinger. Filip, optændt af raseri og med ondt i hovedet, går så langt som at slå på Aziel. Ondskaben har endelig slået rod i Filip, og han får straks sin ”belønning”, da horn begynder at vokse frem i hans pande og hans forvandling til en djævel er begyndt. (”Stemmer fra Helvede #3”)
Skumleskæg overvejer i mellemtiden endelig at invitere Ravine ud på en date. Selv om han ikke kan fordrage skrækfilm, ved han, at Ravine elsker dem, og derfor køber han to billetter til en gyserfilm i djævlestadens biograf. Da han giver dem til kogekonen, bliver hun ellevild.
Blind af smerten i sin pande, flakker Filip rundt i slottets korridorer og ender ved et tilfælde i den dybe fangekælder, hvor han finder den forsvundne vargar, Knurre Valfod, der er blevet reddet ud af den gamle kirke, hvor en tyster bor – sorte spøgelser, der ødelægger forstanden ved dem, som kommer for nær i længere tid ad gangen. Filip skynder sig hen til Satinas hus for at fortælle hende, hvad han har fundet frem til. Men før han kan gøre det, kommer de op og skændes, Filip konfronterer Satina og hævder, at Satina har snydt ham og at deres forhold i virkeligheden betyder intet for hende. Det ender med, at Filip forlader Satina med et knust hjerte og opsøger kirken alene. Filip mister næsten sin forstand, da han for at vide af tysteren, som bor i kirken, at det var en djævel, som låste Knurre Valfod inde i kirken. På hjemvejen ser Filip Aziel og Satina forlade biografen i djævlestaden sammen. Ondskaben tager over og Filips vinger og hale vokser omsider ud. Lucifer meddeler Filip, at hans oplæring er slut, men at han skal på en sidste prøve: Han skal forsøge at flyve. Efter at svæve rundt i Helvede, står det klart, at Djævelens arvtager er fundet. (”Akt 1 Finale / Flyv med din sjæl”)

### Anden akt
Helvede rystes af skræk og forundring over den mystiske nye djævel, der hærger. (”En ny djævel i byen”) Ingen ved, at det er Filip, men Filips djævlevenner Ravine og Skumleskæg får ved selvsyn Filips nye onde side at se, da han, for morskabens skyld, forkludrer deres kærlighedsforhold. Han fortæller Ravine, at Skumleskæg kun har kogekonens mad i hovedet, og har inviteret hende ene og alene af den grund, at maden så vil fortsætte med at blive smuglet til hans hus. Filip beder om og får biografbilletterne af Ravine. Til Skumleskæg siger han, at Ravine kun er gået med til at gå ud med Skumleskæg, fordi hun elsker skrækfilm, og i biografsalens mørke behøver hun i det mindste ikke at se på hans ”grimme fjæs.” Han giver billetterne tilbage til Skumleskæg. (”Lige begyndt”)
I mellemtiden er Lucifer gået hen og blevet endnu sygere, og pludselig knækker hans ene horn af. Han beslutter, at aflyse afslutningsmiddagen til den store Skarnstregsfestival, da han ikke ønsker, at hans folk skal se deres onde, mægtige hersker i den tilstand.
Filips mor beder ham i et syn hendes dreng at komme hjem (”Kom hjem – Reprise”), inden Satina dukker op ved hans vindue. Dog har Filip ikke tænkt sig at hære på hendes forklaringer og skubber resolut Satina fra sig, inden han lader sin vrede og frustration gå ud over de sagesløse mennesker på Jorden. Filip føler intet ansvar over for sine handlinger, men er fuldstændigt besat af den magt, Lucifers trone vil give ham. (”Dommedag”) Dog lykkes det endelig at få Lucifer at få ham til at indse, at han er kommet på vildspor, at Djævelen ikke kun kan være af det onde. Han skælder Filip ud, og siger, at hvis Filip bliver ved med at leve livet uden konsekvenser, uden noget ansvar, er han rædselsslagen over, hvordan hans Helvede ville komme til at se ud, hvis han efterlod tronen til en sådan arving. Han får endelig Filip til at indse, at han må genfinde noget af den godhed, han bragte med til Helvede, og da Filip ser Ravine og Skumleskæg omfavne hinanden, trods hans forsøg på at skille dem ad, beslutter han sig for at give Satina en chance for at forklare sig. (”Lige begyndt – Reprise”)
Filip finder atter Satina sammen med Aziel, flyvende fra en date i biografen. I vrede hugger han en slangebøsse fra et mindre djævlebarn, og affyrer to pletskud af sten i enden på djævlene. Men mens de to falder ned mod jorden, begynder de til Djævelens arvings overraskelse at forvandle sig til Djævelens hjælpere, katten Lucifax og hunden Grumske. De forklarer Filip, at det var herrens idé, at han havde fundet ud af, at Filip var blevet forelsket, og at de kunne vække jalousien i ham, og dermed ondskaben, ved at snyde ham til at tro, at Aziel og Satina var sammen igen. Filip indser sin fejl og sætter ud for at finde Satina. I mellemtiden begynder Filips horn at blive mindre i takt med at ondskaben i ham fortager.
Satina har søgt tilflugt ved Ildsøen, hvor hun sætter sig og tænker på, hvor meget hun savner den gode Filip, selv om hun savner at være slem igen. (”Slem igen”) Filip dukker op for at forklare sig til hende, men hun er ikke i humør til forsoning. Inden Filip kan få et ord indført, overfaldes han af Aziel, som afslører, at han står bag mordkomplottet mod Djævelen. Han fortæller dem begge to, at det var ham, der tvang har vargardrengen Knurre Valdfod til at ligge en harefod under Lucifers seng, og det var ham, der havde låst vargaren inde i kælderen under kirken, med tysteren. Aziel vidste, at harefødder bringer lykke og Djævelen kan ikke tåle lykke, og dermed lykkedes det ham at knække Mørkets Fyrstes udødelighed. Satina prøver at stoppe Aziel, men bliver slået til side af djævlen, som kalder hende en ”kælling” og ”menneskeelsker.” Aziel er næsten ved at overvinde Filip, men lige i det sidste øjeblik kommer Fluks til hans undsætning. Han slår Aziel omkuld og beder Filip om forladelse. Han fortæller ham, at han ikke vidste noget om Aziels plan om at myrde Lucifer, og mener, at det alligevel var for ondt efter hans mening. Pludselig ser Satina Døden komme gående. Filip tror først, at han er kommet efter ham, men i stedet styrer han imod slottet. Filip og Satina indser, at Lucifers sidste timer ligger for døren, så de skynder sig op på slottet. I Lucifers sovekammer finder de den livløse Djævel ligge i sin seng, mens Døden sidder overfor med et timeglas i hånden, hvor sandet rinder. De er lige midt i den sidste udånding, og da Filip og Satina afbryder dem, bliver Mortimer gal på dem. Da Filip og Satina begynder at rode rundt under Lucifers madras, spørger Mortimer dem, om de ikke har nogen respekt for de døde og spørger dem, hvad de egentlig er i gang med. Filip fortæller Mortimer, at de er ved at redde Lucifer, og at han må give dem mindst to sekunder. Mortimer går med til aftalen, men siger, at de to sekunder bliver taget fra Filips eget liv. I sidste øjeblik, får Filip fat i harefoden, og river den ud, og Lucifer vågner med et sæt. Lucifer beslutter sig for at aflyse aflysningen af afslutningsmiddagen.
Ved forberedelserne til festmiddagen, som afholdes på Lucifers slot, bemærker Filip, at Djævelens udseende er fuldstændig forandret. Han ser rask ud igen, uden poser under øjnene, hans hår er sort og skinnende, og hans horn er helt igen. Lucifer indrømmer over for ham, at han har snydt lidt, og lader sit horn blive limet sammen, og hans hår er en paryk, men han er ved at komme sig. (”Skarnsstregsfestival”) Ved middagen, fortæller Lucifer de tilstedeværende, at rygterne om hans sygdom, er sande, og at skyldes et forsøg på at snigmyrde ham. Han beder Aziel stille sig op og anklager ham for forbrydelsen, og giver ham straffen, at blive udvist til det sorteste mørke. Aziel forsøger i vrede at overfalde Filip, men Skumleskæg, som er begyndt at se menneskedrengen som en nær ven, kommer ham i forkøbet. Aziel bliver trukket ud af slottet, mens han skriger. (”Stemmer fra Helvede #4”)
Efter afslutningsmiddagen, vil Lucifer give Filip en overraskelse. Han har inviteret Vita, Mortimers søster, eller Livet. Han fortæller ham, at han kan vende tilbage til livet, hvis han ønsker det. Endelig har Filip fundet et sted, han passer ind i, men han bekymrer sig også over, hvad hans mor tænker og savner hende. Vita fortæller Filip, at han må træffe sin beslutning snart, for der er ikke meget tid tilbage. Inden han drager afsted fra de hinsides, er Filip nødt til at tage afsked med Filip. Han siger farvel til hende, men hun fortæller ham, at dette ikke er farvel. De omfavner hinanden og kysser derefter. Filip tager Vitas hånd, og går op ad en trappe. (”Livet giver svar”) Scenen bliver kulsort, og da lyset går op igen, er vi tilbage i de levendes verden, hvor Filip ligger Filip midt på gaden, efter at være blevet kørt over af en lastbil. Søren står med hovedet bøjet over Filip, og er dybt rystet og berørt over, at Filip er blevet ramt af lastbilen. Chaufføren, som ligner Døden Mortimer, råber, at Søren er nødt til at passe bedre på, og Søren siger, at han slet ikke så bilen komme kørende. Filip vågner pludselig. Søren spørger ham, om han har det fint, men han har på mirakuløs vis kun fået nogle hudafskrabninger. Søren er meget lettet, og han virker helt forandret over for Filip. Han tilbyder at bære posen med citronmånen, og at trække Filips cykel tilbage til hans hus for ham. Filip, forbløffet over Sørens adfærdsændring, går med til det. Hjemme ved moren, introducerer Søren sig selv som Filips ”ven”. Hans mor er lykkelig over at møde en af Filips venner, og at se, at han ikke længere er ensom. Filip spørger Søren, om han kan lide saftevand, og han svarer, at han ”Elsker saftevand!”
Mens Filip er i gang med at hente saftevandet, viser Satina sig for ham. Filip fortæller hende, at det er meget rart at have en djævel til at holde øje med ham, og Satina svarer, at det er rart, at have et menneske at holde øje med. Men hun mener, at Søren bør få sin straf for de ting, han har gjort mod Filip. Filip nævner, at Søren har forandret sig og ser ham som en ven nu, men det lykkes Satina at få overtalt ham til, at hælde noget afføringsmiddel i Sørens kop, som nok skal give ham ræsermave. (”Finale”)

## Medvirkende
| Rolle                        | Medvirkende |  |
| ---------------------------- | --- |  |
| Lucifer eller Djævelen       | Kasper Leisner |  |
| Filip Engell                 | Oscar Dietz Jonas Suurballe (understudy) |  |
| Satina Mørch                 | Sofie Amalie Kronborg Christensen |  |
| Aziel Stofeles               | Bjarke Atterdag |  |
| Ravine                       | Christina Elisabeth Mørkøre |  |
| Lucifax, Djævelens kat       | Mikkel Moltke Hvilsom |  |
| Skumleskæg                   | Søren Hauch-Fausbøll |  |
| Døden Mortimer               | Torben Zeller |  |
| Livet Vita                   | Sandra Elsfort |  |
| Filip Engells mor            | Anne Suppli |  |
| Sortehorn Mørch, Satinas far | Mikkel Vadsholt |  |
| Demeona Mørch, Satinas mor   | Astrid Højgaard Lundgreen |  |
| Fluks                        | Frederik Espenhain |  |
| Knurre Valfod                | Arthur Meland |  |
| Søren                        | Bjarke Atterdag |  |
| Grimben, en ældre djævel     | Torben Zeller |  |
| Grumske                      | Kristian Jensen |  |
| Ensemble                     | Helmer Solberg, Jonas Suurballe, Kristian Jensen, Thea Boel Gjerum, Oliver Aagaard-Williams                                                                                          |  |
| Diverse børneskuespillere    | Mads Haslund Bisgaard, Sander Hersted Lauridsen, Louisa Larsen, Martha Fogh Duelund, Rebekka Meland, Victoria Bech, Viktor Elias Meland, Anne Frederikke Heerulff Christiansen m.fl. |  |

## Kreativt hold
| Funktion                       | Crew                                     |  |
| ------------------------------ | ---------------------------------------- |  |
| Manuskript                     | Mads Æbeløe Nielsen Philip LaZebnik (en) |  |
| Musik og sangtekster           | Madeline Myers                           |  |
| Instruktør                     | Peter Langdal                            |  |
| Medinstruktør                  | Tobias Larsson                           |  |
| Dansk oversættelse dialog      | Peter Langdal                            |  |
| Dansk oversættelse sangtekster | Helle Hansen                             |  |
| Scenograf                      | Eilev Skinnarmo                          |  |
| Kostumedesigner                | Camilla Bjørnvad                         |  |
| Kapelmester                    | Mikkel Gomard                            |  |
| Musikalsk orkestratør          | Morten Gildberg                          |  |
| Voice coach                    | Klaus Møller                             |  |
| Aerial director                | Troels Frydensberg                       |  |
| Koreograf                      | Peter Friis                              |  |
| Paryk- og maskedesign          | Camilla Kreutzmann                       |  |
| Lysdesign                      | Mikael Sylvest                           |  |
| Lyddesign                      | Jonas Jørgensen                          |  |
| Heltemus Productions ApS       | Tine Kronborg Hansen                     |  |